# Heart Is a Melody
Heart is a Melody ist ein Jazzalbum von Karl Berger und Kirk Knuffke. Die am 9. April 2022 im Mountain Rest Studio, New Paltz (New York), entstandenen Aufnahmen erschienen am 29. November 2022 auf Stunt Records. Dies waren die letzten Aufnahmen Karl Bergers, der am 9. April 2023 im Alter von 88 Jahren starb.

## Hintergrund
Kornettist Kirk Knuffke nahm dieses Album mit seinem Lehrer, dem Vibraphonisten und Pianisten Karl Berger, dem Bassisten Jay Anderson und dem Schlagzeuger Matt Wilson auf. Die Stücke auf dem Album sind größtenteils Eigenkompositionen von Knuffke und Berger, gepaart mit Kompositionen von Don Cherry, Steve Lacy und Pharoah Sanders, mit denen Karl Berger im Laufe der Jahre zusammengearbeitet hat.

## Titelliste
- Karl Berger, Kirk Knuffke: Heart is a Melody (Stunt Records STUCD 22092)[2]

1. Ganesh (Don Cherry) 8:18
2. Before Or Since 6:23
3. Could Hear You 5:24
4. Ornette 6:26
5. Gentle Giant 7:06
6. Art (Steve Lacy) 6:22
7. Why Not? 4:14
8. Noble Heart 5:55
9. Going Out 1:51
10. . Heart Is a Melody of Time (Pharoah Sanders) 5:34

Wenn nicht anders vermerkt, stammen die Kompositionen von
Karl Berger (Titel 4, 7, 9), Kirk Knuffke (Titel 2, 3, 5, 8).

## Rezeption
Auch wenn der simplistische Auftakt mit E-Piano in „Ganesh“ kaum Begeisterung aufkommen lasse, schrieb Karl Lippegaus, sei es endlich da – Karl Bergers kristallgläsernes Vibrafonspiel, ideal dazu passend das Kornett von Kirk Knuffke. Das erfahrene Team aus Jay Anderson und Matt Wilson würde sie musikalisch auf Händen tragen. Auch wenn das Album etwas holterdipolter eingespielt wirke, gebe es einige Höhepunkte; „Art“ von Steve Lacy habe die stärkste Aura, Bergers Melodica in „Why Not?“ sei auch mehr als ein Gag, und dann noch ein „Ornette“ für Kornett.
Hans-Dieter Grünefeld meint hingegen in der Neuen Musikzeitung, dass sich in „Ganesh“ dezente Fender-Rhodes-Sounds zum hymnischen, von Don Cherry entlehnten, Blechbläser-Motiv gesellten. In der hinkenden Ostinato-Figur von Pharoah Sanders’ „Heart Is a Melody“ werde ein entspannter Puls dargeboten. Als „Senior Maestri“ habe Berger in dieser neuen Konstellation „Jazzsubstanzen von damals aktuelle Perspektiven gegeben“; jetzt seinen „frühere[n] Turbulenzen … sublimiert“.